# 曾璞
曾璞，安徽舒城人，清朝政治人物。举人出身。
乾隆三十九年（1774年），擔任清朝廣州府新安縣知縣。后由繆一經接任。